# 紅石 (亞利桑那州阿帕契縣)
紅石（英語：Red Rock）是位於美國亞利桑那州阿帕契縣的一個人口普查指定地區。根據2010年美國人口普查，該地人口為169人，而該地的面積約為3.00平方千米。

## 地理
紅石的座標為36°36′16″N 109°03′38″W / 36.60444°N 109.06056°W，而該地最高點為海拔高度1767米（即5797英尺）。